# Muscolo nasale
Nell'anatomia umana il  muscolo nasale  o muscolo trasverso o muscolo triangolare del naso è un muscolo della parte centrale del naso.

## Anatomia
Si tratta di un muscolo mimico (ovvero che cambia l'espressione del viso), un fascio carnoso sottocutaneo che mobilizza la parte molle del naso. Gli altri muscoli mimici del naso sono il muscolo depressore del setto nasale e il procero; il nasale è innervato dal VII nervo cranico.
Questo muscolo ha origine dalle eminenze alveolari dell'incisivo laterale e del canino superiore, in corrispondenza della base del processo alveolare.
Il muscolo può essere diviso in due parti: una porzione alare o muscolo dilatatore della narice e una porzione trasversa o muscolo compressore della narice.

## Funzioni
Si divide in due parti, ognuna con funzioni proprie:
- Parte trasversa, la parte di muscolo costrittore, passa al di sopra della parte inferiore della piramide nasale , per raggiungere il muscolo nasale dall'altro lato.
- Parte alare, che collaborando con il muscolo depressore permette la dilatazione delle narici; termina in corrispondenza dell'ala del naso.[1]